# 조라는 이름의 사나이
조라는 이름의 사나이(A Guy Named Joe)는 미국에서 제작된 빅터 플레밍 감독의 1943년 전쟁, 드라마, 판타지, 멜로/로맨스 영화이다. 스펜서 트레이시 등이 주연으로 출연하였고 에버릿 리스킨 등이 제작에 참여하였다.

## 출연

### 주연
- 스펜서 트레이시
- 아이린 던

### 조연
- 밴 존슨
- 워드 본드
- 제임스 글리슨
- 라이어널 베리모어
- 배리 넬슨
- 에스터 윌리엄스
- 헨리 오닐
- 돈 드포
- 찰스 스미스
- 아디슨 리처즈

## 제작진
- 의상: 아이린